# グリーゼ710
グリーゼ710（Gliese 710）とは、へび座の尾部に存在する10等星で、太陽の0.6倍程度の質量を持つK型主系列星である。肉眼で観測することのできない暗い星だが、およそ135万年後に太陽系に1光年以内の距離にまで接近すると予測されている。
| 太陽 | グリーゼ710 |
| ---- | ----------- |
| 太陽 | Exoplanet   |

## 太陽系への接近
現在、グリーゼ710は地球から約62光年の距離にあるが、ヒッパルコス衛星などが観測した恒星の座標、固有運動、視線速度に基づいた計算から、グリーゼ710は136万年後に地球から1.1光年まで接近すると推定された。ただし、より近い距離まで接近する可能性も皆無ではなく、太陽から1,000 au（0.016光年、1496億キロメートル）以内を通過する可能性が1万分の1ほどあるとされている。仮にこの距離まで近づいた場合は、オールトの雲に加えエッジワース・カイパーベルト天体にまで影響が及ぶと考えられる。
現在から前後1000万年の期間では、グリーゼ710は、その接近距離と質量から太陽系へ最も大きな重力的影響を及ぼす恒星となると考えられる。特に、オールトの雲をかきまぜて太陽系の内側に多くの彗星を向かわせることになり、彗星の衝突確率の上昇を招くことが予想されている。もっとも、ガルシア-サンチェスらのモデルによる試算では、地球への小天体の衝突確率はほんの5%上昇する程度である。
2016年に公開されたガイア計画の第1回公開データによって、グリーゼ710の運動を推定する精度が向上し、太陽系への最接近は現在から135万年後で、太陽から13,366 ± 6,250 au（0.0648 ± 0.0303pc、0.211 ±  0.099光年）の距離を通過すると計算されている。この距離まで接近すると、オールトの雲に与える重力的な影響は、従来の見積もりの20倍に及ぶとみられる。最接近時には、視等級は-2.7と全天で最も明るい恒星になると予想される。この星は距離が近い割には固有運動が著しく小さいが、これはグリーゼ710の運動が視線方向に沿う、即ち、太陽系に向けてほぼ真っ直ぐに移動していることを意味している。
2018年に公開されたガイア計画の第2回公開データを用いての計算では、95%の信頼区間で128.1+7.1
−6.0万年後に最接近し、太陽から0.068+0.038
−0.016パーセク（0.222+0.124
−0.052光年、14,019+7,842
−3,289 au）を通過するという結果が示された。
なお、過去1000万年の間に太陽系に最も重力的な影響を与えたのは、7万年前に0.82光年まで接近したショルツ星である。